# 董蘅毅
董蘅毅（1991年3月25日—），原名董春雨，出生于沈阳的足球运动员，司职守门员。

## 俱乐部生涯
董春雨早期曾在深圳健力宝和厦门蓝狮接受青训，2008年厦门蓝狮解散后转投中国足球超级联赛球队广州医药。
2010年，广州医药因涉嫌假球案件被罚降入中甲联赛，董春雨被提升进入一队，担任球队二号门将，但由于主力门将李帅的稳定发挥，没有得到出场机会。2011年，前国门杨君的自由转会加盟使得董春雨成为三号门将。为了锻炼董春雨，俱乐部将其调入由二队组成的广州青年队参加2011年中国足球乙级联赛。2012年，在广州青年队解散后，董春雨重新回到一队效力。8月22日，董春雨在2012年中国足协杯半决赛第一回合广州恒大主场对阵辽宁宏运的比赛中第26分钟替补受伤的李帅出场，完成在广州恒大一队的首秀。他在比赛中表现出色，力保大门不失。
2013年1月29日，中甲球队沈阳沈北宣布免费租借董春雨两年，代表球队出征2013和2014球季赛事。董春雨在2013赛季联赛出场16次，但由于杨君的加盟，董春雨在2014赛季沦为替补门将。2014年7月，得不到出场机会的董春雨提前回归广州恒大，身披之前孔卡所穿的15号球衣。

## 国家队生涯
董春雨在2012年入选了中国U22足球队，并在与马拉维国家足球队的友谊赛中首次代表U22国家队出场。2021年，为备战3月开踢的卡塔尔世预赛亚洲区40强赛下半程比赛，中国男足将于1月22日至2月10日在海口展开2021年首期集训，他入选27人名单。

## 出场纪录
最后更新：2014年1月1日
| 赛季 | 球队     | 联赛 | 联赛 | 联赛 | 足协杯 | 足协杯 | 中超杯 | 中超杯 | 亚冠 | 亚冠 | 总计 | 总计 |
| 赛季 | 球队     | 联赛 | 出场 | 进球 | 出场   | 进球   | 出场   | 进球   | 出场 | 进球 | 出场 | 进球 |
| ---- | -------- | ---- | ---- | ---- | ------ | ------ | ------ | ------ | ---- | ---- | ---- | ---- |
| 2010 | 广州恒大 | 中甲 | 0    | 0    | -      | -      | -      | -      | -    | -    | 0    | 0    |
| 2011 | 广州青年 | 中乙 | 8    | 0    | -      | -      | -      | -      | -    | -    | 8    | 0    |
| 2012 | 广州恒大 | 中超 | 0    | 0    | 1      | 0      | -      | -      | 0    | 0    | 1    | 0    |
| 2013 | 沈阳中泽 | 中甲 | 16   | 0    | 1      | 0      | -      | -      | 0    | 0    | 17   | 0    |
| 总计 | 总计     | 总计 | 24   | 0    | 2      | 0      | 0      | 0      | 0    | 0    | 26   | 0    |

## 个人生活
2014年6月14日，董春雨在其个人新浪微博上宣布将自己的名字改为董蘅毅。不过他在中国足协的注册名字依然是董春雨。